# Angband
Angband (v sindarštině Železné vězení nebo též Železné peklo) je místem ve fiktivním světě J.R.R. Tolkiena. Tuto pevnost obýval první Temný pán Morgoth a byla zničena na konci Prvního věku během Války hněvu.

## Popis
Angband se v průběhu Prvního věku nacházel nedaleko severozápadního břehu Středozemě, u západního konce Ered Engrin, severně od zemí Beleriandu. Okolo něj se rozprostírala země Dor Daedeloth, která byla zničena boji a ohněm. Angband byl Morgothovou mocnou pevností a zbrojnicí s množstvím žalářů a obřích sklepení. Nad jeho branami byly navršeny tři mohutné štíty Thangorodrim, z nichž se stále valil černý páchnoucí kouř. V hluboko vyhloubených kobkách žil bezpočet skřetů, šelem a démonů. V nejhlubší síni pak stál Morgothův trůn.

## Role v příběhu
Morgoth nechal Angband zbudovat jako svou druhou pevnost a zbrojnici po Utumnu někdy v průběhu Roků stromů. Pevnost měla bránit Temného pána proti útoku Valar ze západu. Za jejího velitele určil Morgoth svého pobočníka Saurona. Ve Válce mocností, kdy byl Morgoth poražen a zajat, byl Angband pobořen. Valar však nedůsledně prohledali nejtemnější sklepení v nichž přežili mnozí sluhové Temného pána. Mimo jiné balrogové a Sauron. Poté, co Morgoth uprchnul s Fëanorovými Silmarily a vrátil se do Středozemě, se znovu opevnil v Angbandu a zřídil si z něj po zkáze Utumna svoji hlavní pevnost. Během Beleriandských válek se pokoušeli elfové a jejich spojenci Angband dobýt a získat zpět Fëanorovy klenoty. Nejblíže k Morgothově porážce bylo během třistaletého Obležení Angbandu. Díky hrdinství Berena a Lúthien se podařilo získat zpět jeden ze tří klenotů. Po konečné porážce Morgotha ve Válce hněvu se vítězové zmocnili zbylých dvou. Při válce byl Angband zničen pádem Thangorodrim a poté zaplaven mořem jako velká většina Beleriandu.  